# 14e dynastie van Egypte
De 14e dynastie bestaat uit een groep koningen waarover zeer weinig bekend is, en loopt hoogstwaarschijnlijk gelijktijdig met de 13e dynastie (of de 15e dynastie?). Volgens Manetho werd deze dynastie bestuurd vanuit de stad Xois en had deze dynastie 76 heersers, waarvan er 72 voorkomen op de Turijnse koningslijst

## Externe link

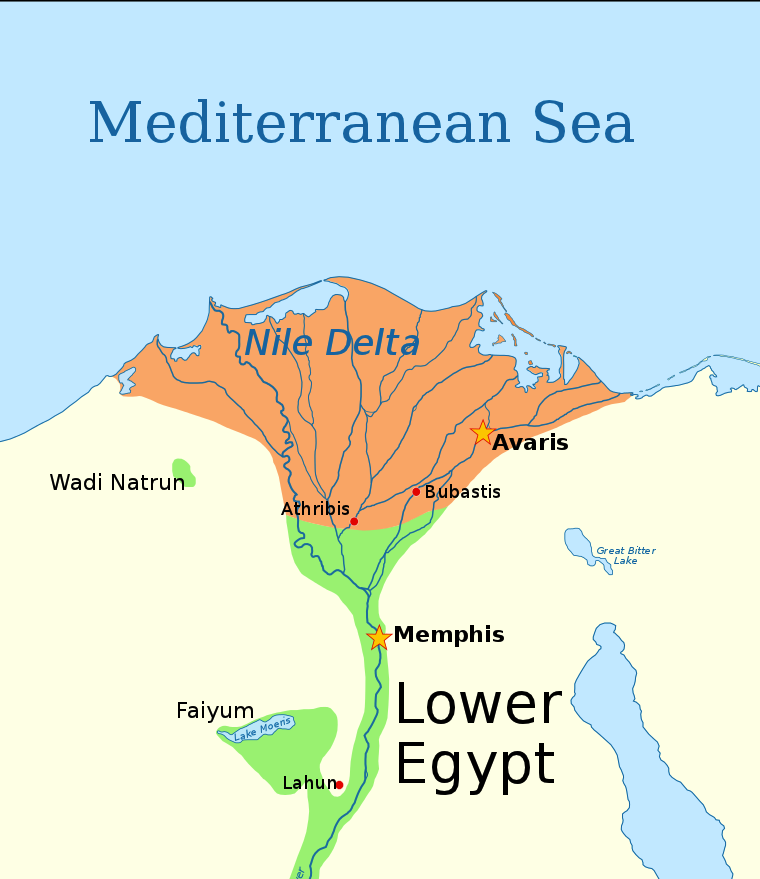
Het oranje gebied was waarschijnlijk onder controle van de 14e dynastie